# Хичлер, Конрад
Эрнст Конрад Хичлер (нем. Ernst Konrad Hitschler; 21 декабря 1896, Цвайбрюккен, Германская империя — 20 февраля 1945, Будапешт, Венгрия) — группенфюрер СС, генерал-лейтенант полиции, командир полиции порядка района Чёрного моря и Венгрии.

## Биография
Конрад Хичлер родился 21 декабря 1896 года в семье инженера. В августе 1914 года окончил гуманитарную гимназию, после чего записался добровольцем в Баварскую армию. В составе 23-го и 22-го королевского пехотного полка участвовал в сражениях на Западном фронте.
С 15 февраля и до 18 ноября 1919 года служил в унтер-офицерской школе в Фюрстенфельдбрукке и в том же году вступил во фрайкор Эппа. После демобилизации 1 февраля 1920 года поступил на службу в баварскую земельную полицию в Мюнхене. 1 мая 1925 года из полиции перешёл на работу в жандармерию. С ноября 1925 по май 1933 года руководил жандармерией в Пфальце. 
1 мая 1933 года вступил в НСДАП (билет № 3268486). С 1 июня 1933 года работал в баварском министерстве внутренних дел в отделении жандармерии, которое возглавил в ноябре 1937 года.
В начале Второй мировой войны стал командиром 682-й моторизованной дивизии полевой жандармерии, которая принимала участие в польской кампании. С августа 1940 года служил в главном управлении полиции порядка в качестве руководителя учебного отдела. 20 апреля 1941 года вступил в ряды СС (личный номер 405896) и был зачислен штаб главного управления кадров СС. С октября 1941 по ноябрь 1943 года занимал должность инспектором жандармерии в главной инспекции жандармерии и охранной полиции. С мая по июнь 1943 года руководил учебным полицейским полком полиции в Ораниенбурге. С июня по ноябрь 1943 года был командиром полиции порядка в Симферополе. С ноября 1943 года по сентябрь 1944 года был руководителем полиции порядка в районе Чёрного моря со штаб-квартирой в Симферополе. С октября 1944 года и до февраля 1945 года был руководителем полиции порядка в Венгрии со штаб-квартирой в Будапеште. С 24 декабря 1944 командовал полицейской боевой группой в составе 9-го горного корпуса СС. Вскоре после окончания боев Хичлер скончался в госпитале в Будапеште.

## Награды
- Железный крест 1-го и 2-го класса[2]
- Крест «За военные заслуги» 2-го и 1-го класса с мечами[2]
- Знак отличия для восточных народов 2-го класса в серебре[2]
- Кольцо «Мёртвая голова»[2]